# Cung điện Nymphenburg
Lâu đài Nymphenburg được xem là một trong các lâu đài đẹp nhất trên thế giới vì có sự kết hợp hài hòa độc nhất vô nhị giữa công trình kiến trúc và công viên lâu đài. Lâu đài là một thắng cảnh nổi tiếng và vì thế cũng là một yếu tố kinh tế quan trọng của thành phố München. Với hơn 300.000 khách tham quan hằng năm Lâu đài Nymphenburg có nhiều du khách hơn Cung điện München (Münchner Residenz) và Lâu đài Schleißheim nhưng vẫn thua xa Lâu đài Neuschwanstein của vua Ludwig II với khoảng 1,3 triệu khách đến tham quan hằng năm. 

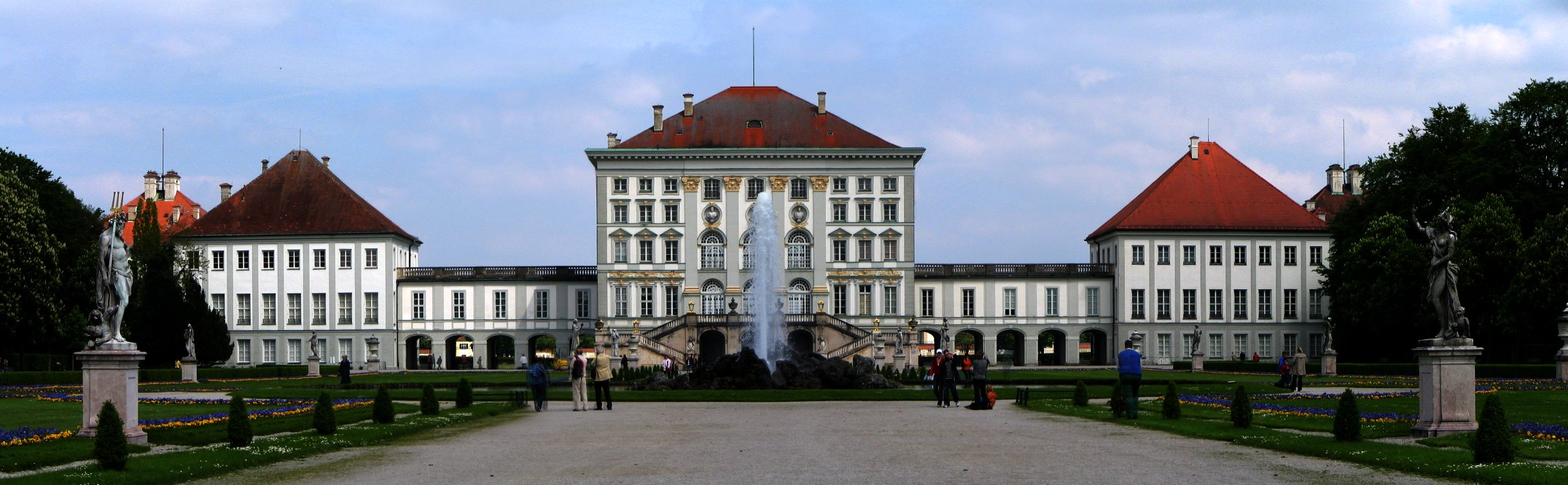
Toàn cảnh Lâu đài Nymphenburg nhìn từ công viên

## Lịch sử

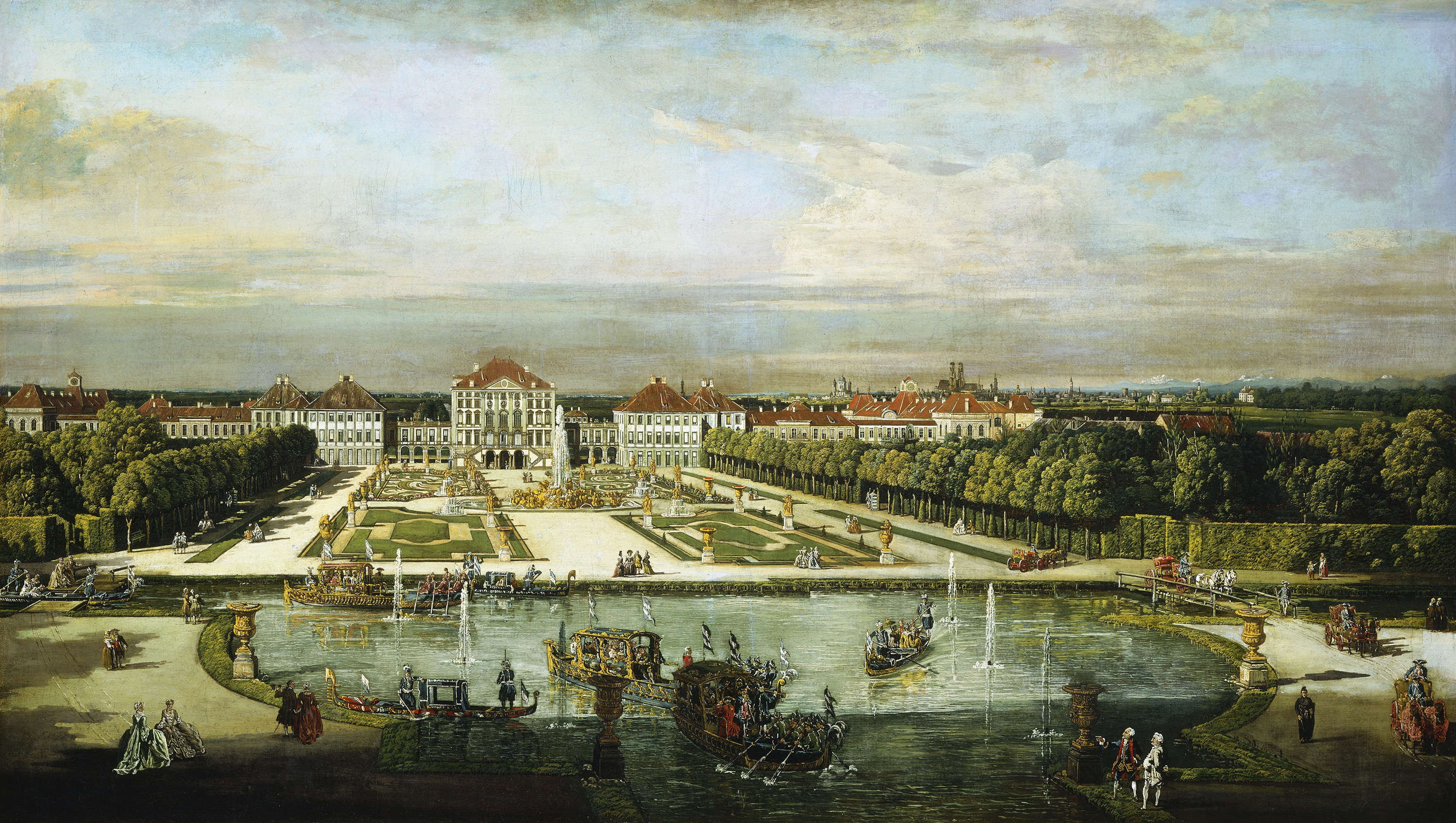
Lâu đài Nymphenburg 1761, tranh vẽ của Bernardo Bellotto

Trong một thời gian dài lâu đài đã từng là dinh thự mùa hè của dòng họ nhà Wittelsbach và cùng với Công viên lâu đài Nymphenburg là một trong các thắng cảnh nổi tiếng nhất của Đức.
Lâu đài do tuyển hầu tước Ferdinand Maria cho xây năm 1664 để làm quà tặng cho vị hôn thê Adelheid von Savoyen khi bà sinh hạ cho ông người con trai nối ngôi đã được trông chờ bấy lâu là Max Emanuel. Chính Max Emanuel cũng đã cho xây mở rộng lâu đài sau này.
Lâu đài là nơi ký kết Hiệp ước Nymphenburg năm 1741 khi Bayern, Pháp, Sachsen và Tây Ban Nha đã liên minh cùng với Phổ chống lại Áo. Vua Maximilian I đã qua đời trong lâu đài này năm 1825, chắt của ông là vua Ludwig II đã ra đời trong lâu đài năm 1845.
Sau cuộc cách mạng năm 1918 Lâu đài Nymphenburg nằm dưới sự quản lý của cơ quan quản lý tài sản hoàng gia và sau đấy là trở thành sở hữu quốc gia. Dòng họ Wittelsbach vẫn còn có quyền cư ngụ trong ba căn nhà giữa. Vì thế mà người trưởng họ của Wittelsbach, hiện nay là Franz von Bayern, vẫn còn cư ngụ trong lâu dài cho đến ngày nay. Trong Chiến tranh thế giới thứ hai, ngoài trừ trúng bom nơi dùng làm cầu nguyện, lâu đài không bị tàn phá nặng nề.

## Lịch sử xây dựng

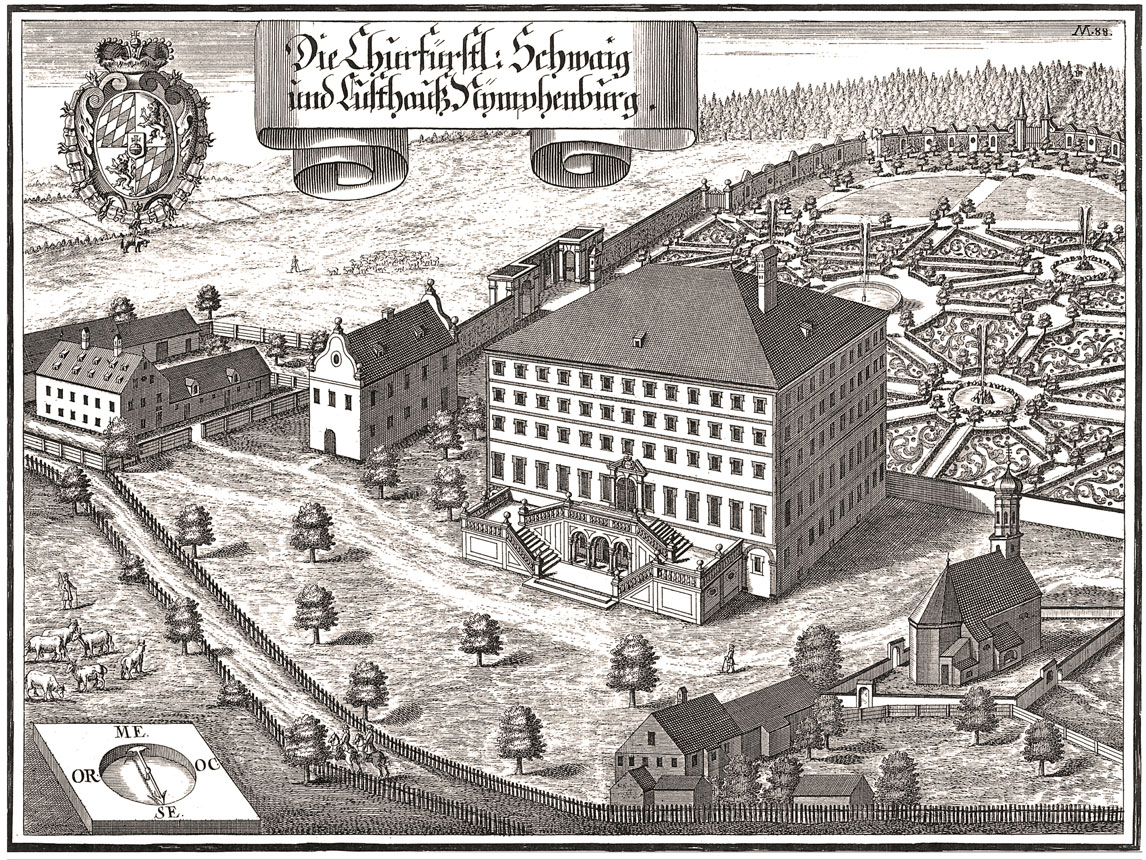
Lâu đài Nymphenburg, Michael Wening, 1701

Tòa nhà giữa nguyên thủy là một ngôi nhà hình khối vuông 5 tầng theo kiểu nhà thôn quê của Ý. Ngôi nhà do Agostino Barelli xây và được khánh thành trong năm 1675. Lâu đài dần dần được mở rộng và cải tạo theo thời gian.
Đầu tiên Max Emanuel đã cho 2 nhà kiến trúc sư và xây dựng Enrico Zuccalli và Giovanni Antonio Viscardi xây thêm 2 phòng dài cạnh gian chính, 2 tòa nhà phía bắc và 2 tòa nhà phía nam kế liền đó (1702-1704). Joseph Effner đã cải tạo mặt trước của tòa giữa theo phong cách Pháp năm 1716.
Tuyển hầu Karl Albrecht đã cho xây thêm 2 gian: một gian kế cạnh tòa nhà phía bắc để làm vườn cam và một cạnh tòa nhà phía nam để làm chuồng ngựa.

## Nội thất

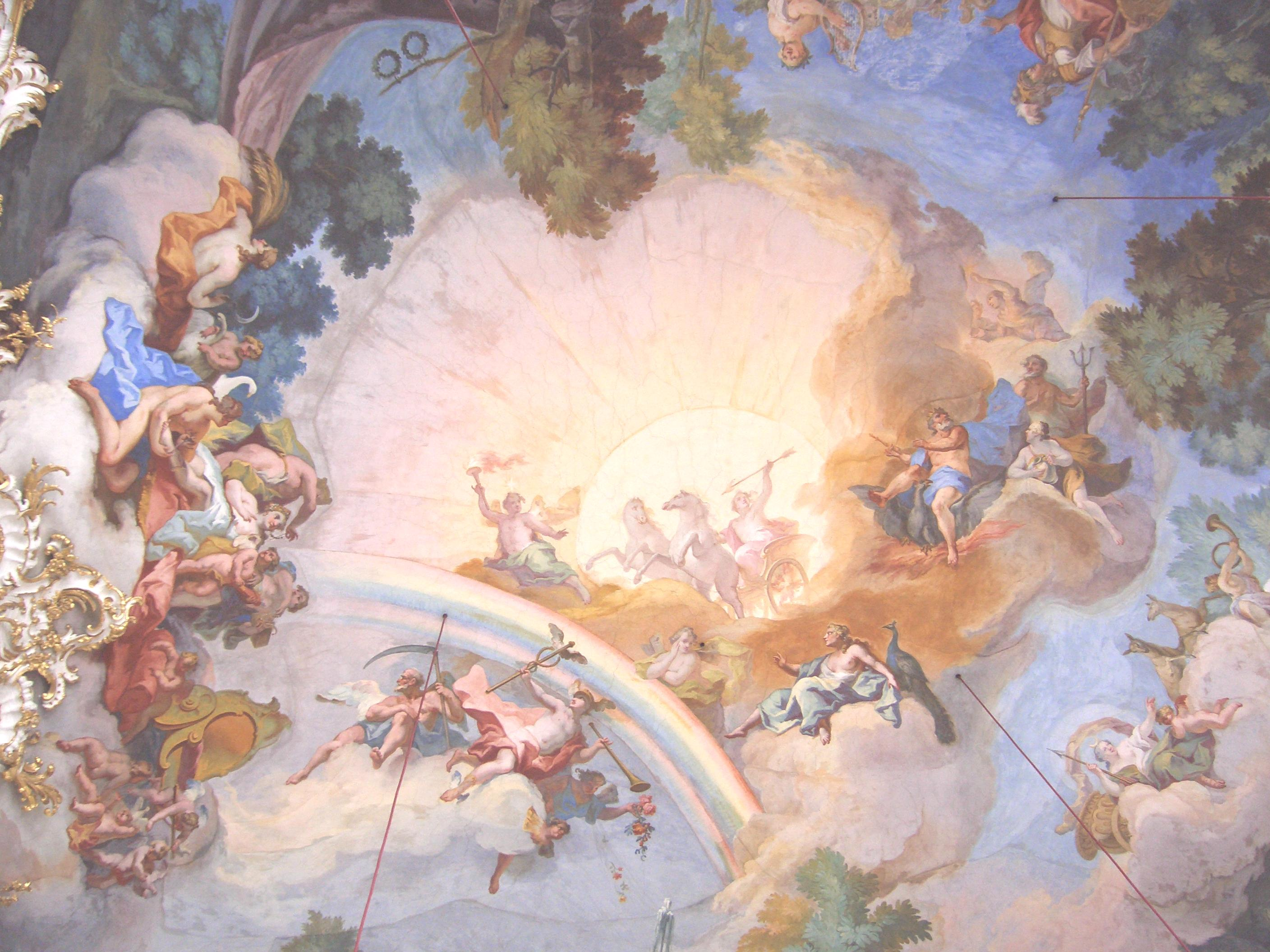
Bích họa trên trần

Vài phòng vẫn còn giữ được cách trang trí nguyên thủy theo phong cách Baroque, các phòng khác sau này đã được cải tạo theo phong cách Rocoque và Cổ điển. Trong gian giữa François de Cuvilliés đã xây dựng đại sảnh lễ hội cao ba tầng. Các bức bích họa do Johann Baptist Zimmermann vẽ, trong đó bức bích họa chính trên trần miêu tả thần Helios được tháp tùng bởi nhiều vị thần khác.
Bên trong của tòa nhà phía nam là phòng tranh nổi tiếng của vua Ludwig I của Bayern. Theo yêu cầu của vua, người họa sĩ hoàng gia Joseph Karl Stieler đã vẽ chân dung của 36 người phụ nữ đẹp nhất từ tất cả các tầng lớp xã hội của thành phố München. Nổi tiếng nhất là chân dung của người con gái thợ giày Helene Sedlmayr cũng như là người tình của vua Ludwig: vũ nữ Lola Montez. Bên cạnh đấy là căn phòng ngủ nơi vua Ludwig II của Bayern đã chào đời vào ngày 25 tháng 8 năm 1845.
Trong chuồng ngựa hoàng gia ngày xưa ở dãy phía nam hiện là Viện bảo tàng với một trong các bộ sưu tập xe ngựa nổi tiếng nhất của châu Âu. Phía trên là nơi trưng bày đồ sứ của Nymphenburg.

## Công viên và dinh thự trong công viên

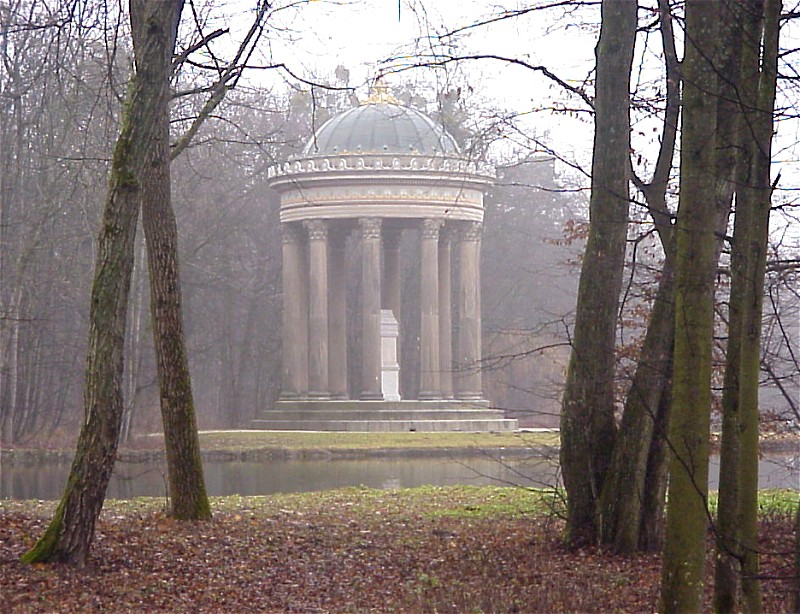
Đền thờ Apollo

Đọc bài chính Công viên lâu đài Nymphenburg
Giuseppe Volpini đã từng là nhà điêu khắc hoàng gia từ 1715 đến 1729. Trong thời gian này ông đã kiến tạo cho công viên của lâu đài nhiều công trình như bức tượng Maria Magdalena, một tàn tích đổ nát nhân tạo với một nhà thờ nhỏ, bức tượng Herakles.
Joseph Effner đã xây cho Max Emanuell dinh Pagodenburg (1716-1719) và Badenburg (dinh thự tắm, 1718-1721). Leo von Klenze đã xây cạnh Hồ Lớn đền thờ Apolo đối diện với Badenburg. François de Cuvil xây dinh Amalienburg với đại sảnh gương theo kiểu Rocoque và ngôi nhà bếp tráng gạch men của Delft. Hệ thống kênh đào Nymphenburg với nhiều dòng nước lớn nhỏ chảy xuyên qua toàn bộ công viên từ tây qua đông.

## Vị trí giao thông
Tàu điện số 17 hay buýt số 51 đến trạm "Schloss Nymphenburg".

## Hình ảnh

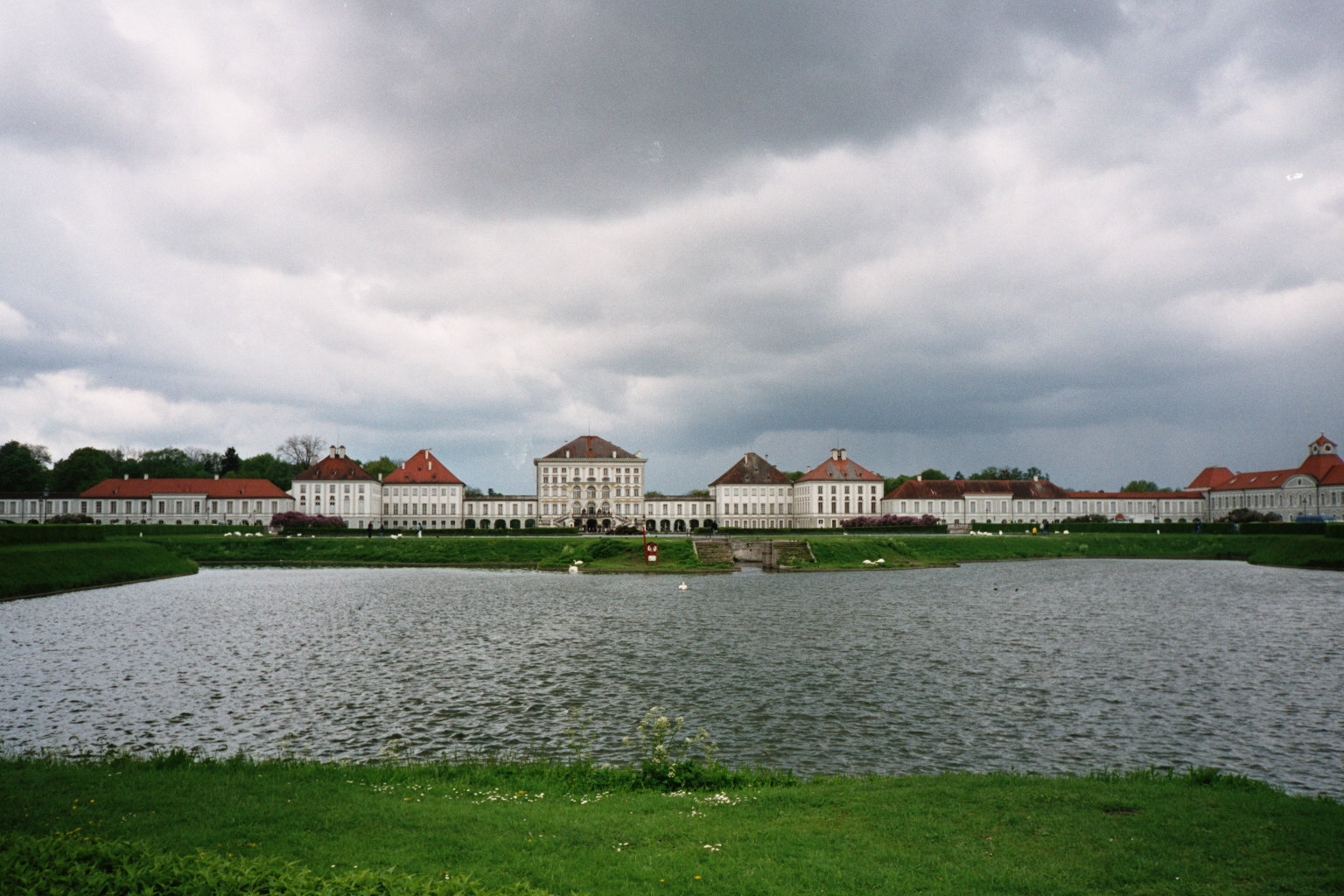
Mặt tiền Lâu đài Nymphenburg
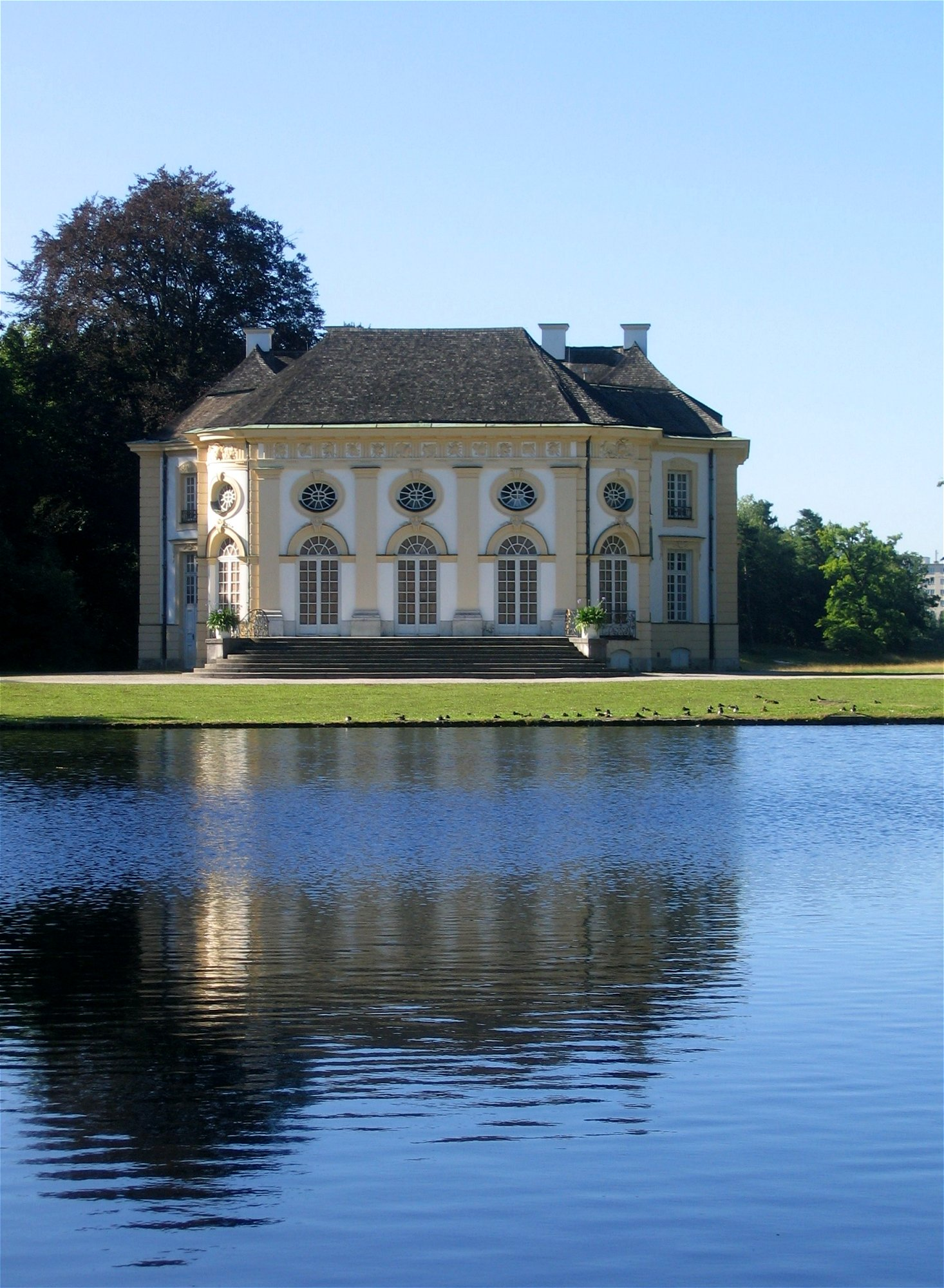
Badenburg, dinh thự dùng để tắm của hoàng gia
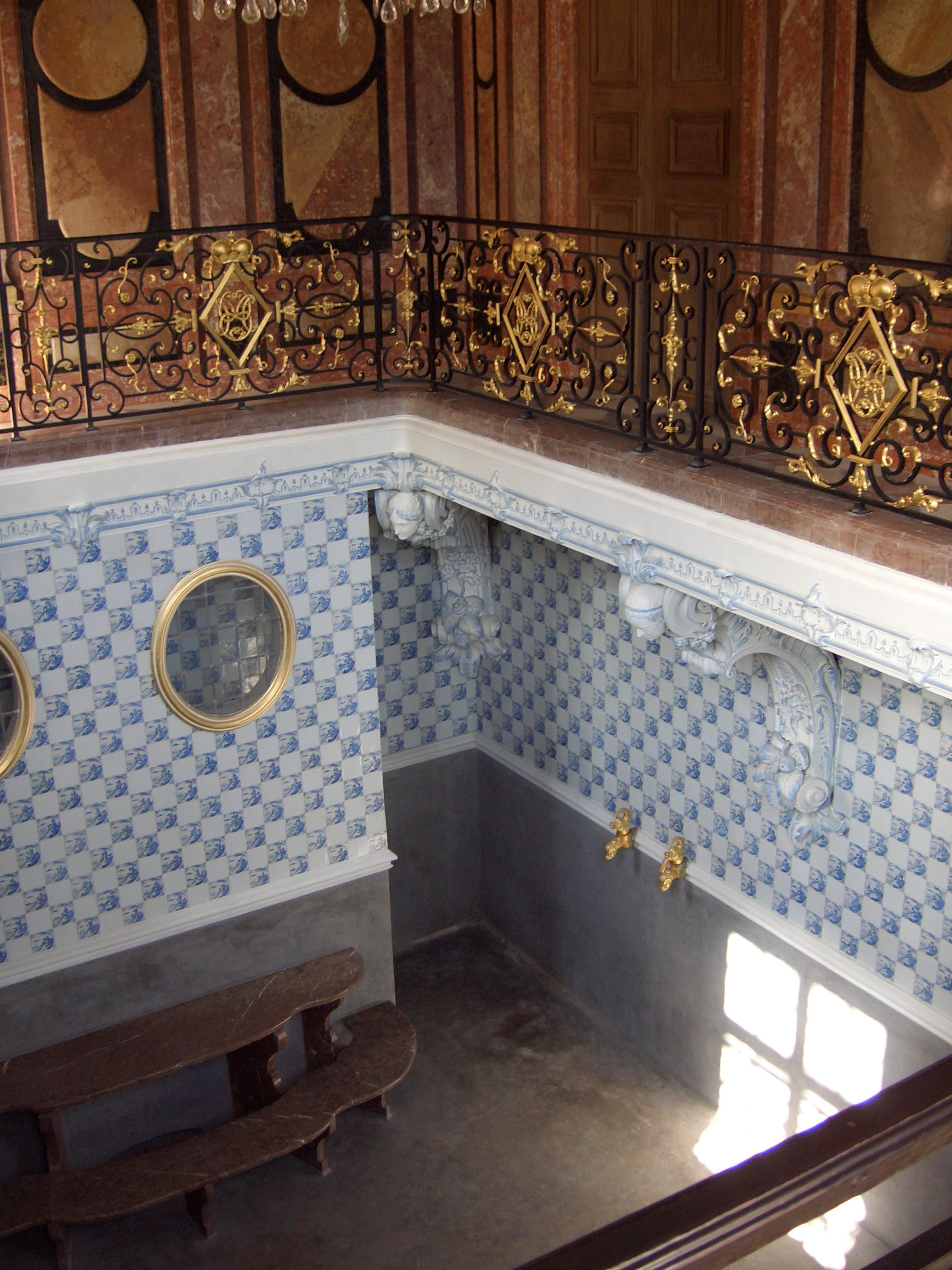
Phòng tắm trong Badenburg
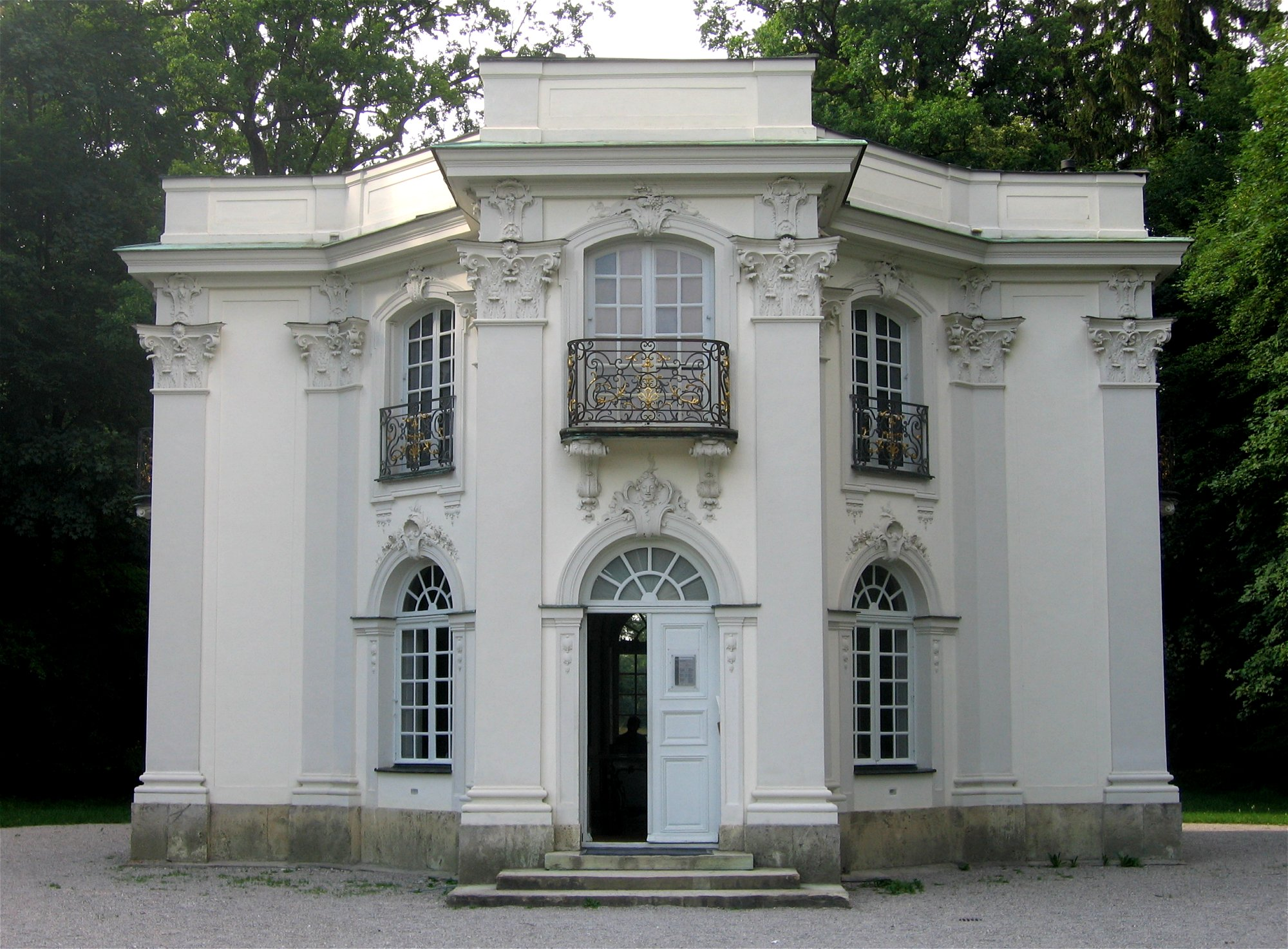
Pagodenburg, Nhà uống trà của hoàng gia